# محمد پس از فتح مکه
این مقاله به زندگی محمد بن عبدالله پس از فتح مکه می‌پردازد.

## فتح مکه

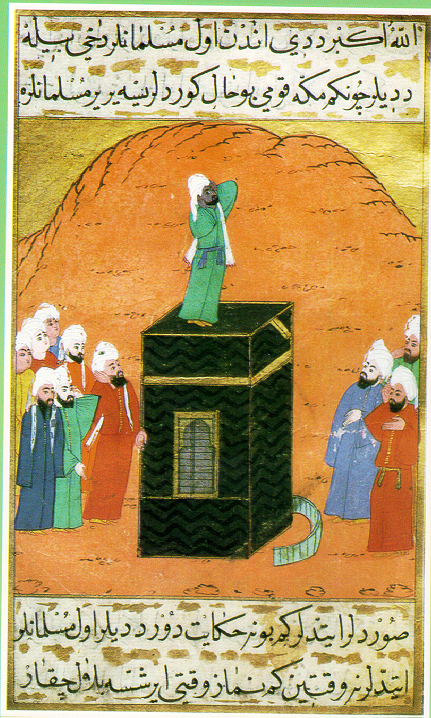
محمد پس از فتح مکه بلال حبشی، یک برده سیاه آزاد شده، را مأمور کرد که بر بام کعبه اذان بگوید. بلال اولین موذن اسلام است.

صلح حدیبیه به مدت ۲ سال پایدار بود. قبیله بنی‌خزاعه روابط دوستانه‌ای با محمد داشت در حالی که دشمنش قبیله بنی‌بکر با مکیان اتحاد داشت. خاندانی از بنی‌بکر شبانه به بنی‌خزاعه یورش برده و تعدادی از آنها را می‌کشند. اهل مکه متحدینشان (بنی‌بکر) را با فراهم کردن اسلحه کمک کرده بودند، و بر طبق برخی از منابع تعداد کمی از اهل مکه هم در جنگ شرکت کرده بودند. پس از این واقعه، محمد پیغامی به مکه فرستاد. محمد در این پیغام سه شرط را مشخص کرده بود و از اهل مکه می‌خواست یکی را بپذیرند. شروط این بود که اهالی مکه خون بها کسانی که از قبیله بنی‌خزاعه کشته شده‌اند را بدهد یا اتحادشان با بنی‌بکر را برهم بزنند یا پیمان حدیبیه را منسوخ اعلام کنند..
پاسخ مکه این بود که آنها فقط شرط آخر را می‌پذیرند. اما بی‌درنگ به اشتباه خود پی برده و ابوسفیان را فرستادند که پیمان حدیبیه را احیا کند ولی محمد درخواستشان را نپذیرفت و نیروهای خود را برای جنگ با مکه آماده کرد. در سال ۶۳۰ میلادی با نیروی بسیار زیادی که گفته می‌شود ۱۰۰۰۰ نفر بوده‌اند به سمت مکه حرکت کرد و با حداقل کشته کنترل مکه را به دست گرفت. محمد بخشش عمومی برای تمامی رفتارهای گذشته و توهین‌ها به اهل مکه داد، بجز ده زن و مرد که او را مورد تمسخر قرار داده و در شعرها و آواز هایشان به او ناسزا گفته بودند. او برخی از این افراد را نیز بعداً مورد عفو قرار داد. اکثر اهل مکه مسلمان شدند و محمد متعاقباً بدون استثنا تمامی بت‌های درون و اطراف کعبه را شکست. قرآن به فتح مکه در آیات ۱ تا ۳ سوره نصر اشاره می‌کند.

## فتح عربستان
چندی پس از فتح مکه، محمد متوجه تهدید نظامی از سوی قبایل هوازن که در حال جمع‌آوری لشکری بزرگ بودند شد. هوازن دشمنان قدیمی قریش بودند. قبیله ثقیف که در شهر طائف زندگی می‌کردند نیز بدلیل نزول پرستیژ قریش، سیاستی ضد مکه‌ ای اتخاذ کرده بودند. محمد هر دو این قبایل را در غزوہ حنین شکست داد.
در همان سال، محمد به سمت تبوک، در شمال عربستان، لشکرکشی کرد. دلیل این امر شکست قبلی او در جنگ مؤتة و همچنین گزارش‌هایی منبی بر برخورد دشمنانه با مسلمین بود. اگر چه درگیری‌ای در تبوک رخ نداد، ولی برخی از شیخ‌های قبایل آن ناحیه خود را تابع او کردند. یک سال پس از جنگ تبوک، قبیله ثقیف نمایندگانی به مدینه فرستادند تا خود را تسلیم محمد کرده و اسلام را بپذیرند. خیلی از بادیه نشینان نیز جهت امن بودن از حملات محمد و همچنین بهره بردن از غنایم جنگی به اسلام گرویدند. البته بادیه نشینان آدابی مغایر با آداب اسلام داشتند و می‌خواستند که استقلال، کد اخلاقی و سنن اجدادی خود را حفظ کنند. بنابراین محمد فقط از آنها طلب پیمان نظامی و سیاسی کرد که بر اساس آن بادیه نشینان حاکمیت مدینه را پذیرفته، به مسلمانان یا متحدان آنها حمله نمی‌کنند، و زکات، مالیات اسلامی، را پرداخت می‌کنند.

## حجةالوداع

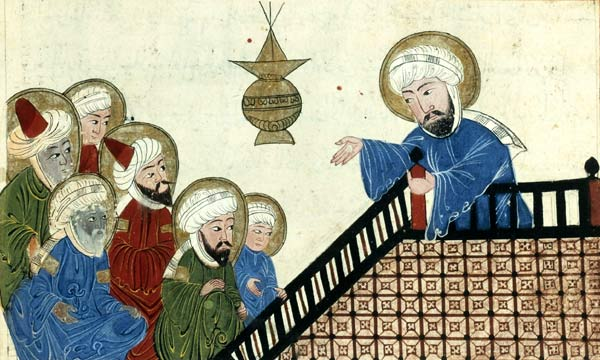

در حجة الوداع این آیه بر پیامبر اکرم نازل شد: یا ایها الرسول بلغ ما انزل الیک من ربک فان لم تفعل
فما بلغت رسالته
و بعد از این محمد خطبه‌ای خواند و در بین خطبه اینگونه گفت: من کنت مولاه فهذا علی مولاه---اللهم والِ من والاه وعاد من عاداه و انصر من نصره و اخذل من خذله.
```
همه مسلمانان همراه پیامبر  سخن او را شنیدند در منابع زیر نام برده شده‌اند.
```

منابع:مروج اذهب -مسعودی -جلد دو-صفحه 11
المناقب-خطیب خوارزمی -صفحه صد و دوازده
مستدرک-حافظ بزرگ ابو عبدالله حاکم-جلد 3-صفحه 371

## وفات

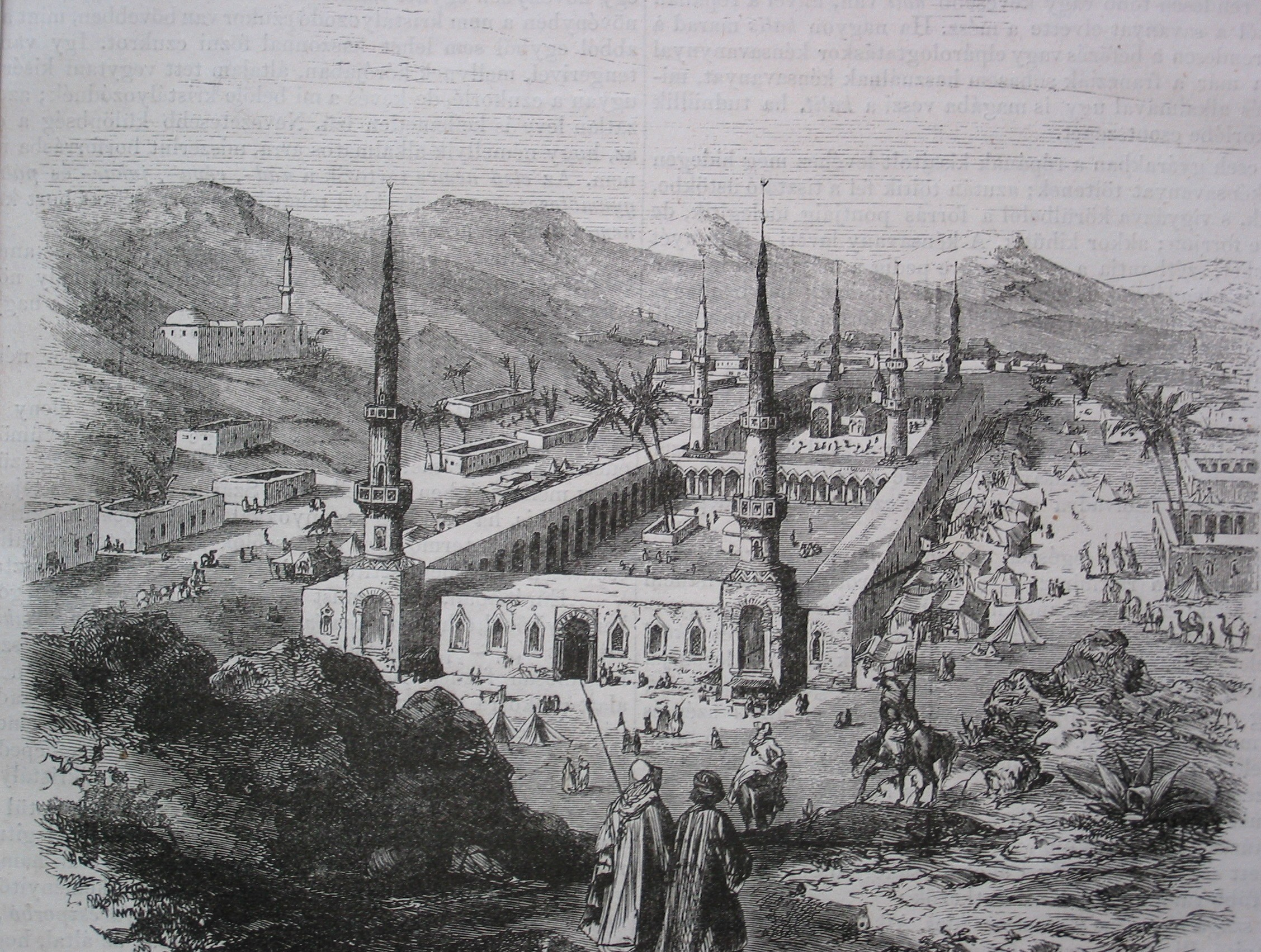
مسجد اصلی شهر مدینه که آرامگاه محمد در آن واقع شده‌است. (نقاشی متعلق به قرن نوزدهم میلادی)

طبق سیره ابن هشام (تاریخ‌نگاری سنتی) محمد چند ماه پس از حجةالوداع مریض شد و چند روزی از سردرد و ضعف رنج برد. در روزهایی که محمد سخت بیمار بود و نمی‌توانست از خانه بیرون رود،. تاریخ مرگ محمد را روز دوشنبه بیست و هشتم صفر  برابر با هشتم ماه ژوئن سال ۶۳۲ میلادی دانسته‌اند. طبق تاریخ نگاری سنتی اسلامی (سیره ابن هشام) پس از مرگ محمد ابوبکر وارد مسجد شده ابتدا آیه‌ای از قران را با این مضمون خواند: «محمد نیست مگر فرستاده‌ای که پیش از او فرستادگان آمده و رفتند؛ پس آیا اگر او بمیرد یا کشته شود به سوی گذشتگانتان بازگشت خواهید کرد؟ و هر کس بازگردد به خدا آسیبی نمی‌زند و خدا سپاس‌گزاران را پاداش می‌دهد.» سپس گفت: «ای مردم، هر کس محمد را می‌پرستید، پس همانا محمد مرده‌است و هر کس خدای محمد را می‌پرستید، بداند که او زنده‌ایست که هرگز نمی‌میرد.»

## پسایند

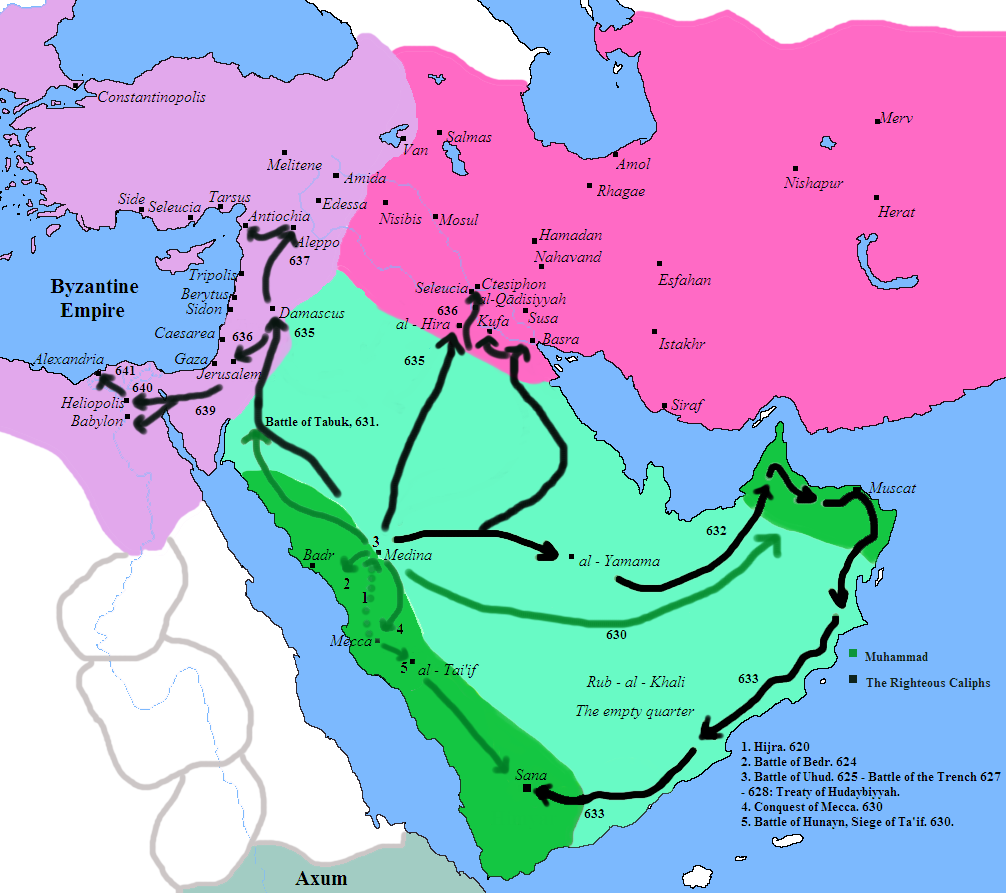
فتوحات محمد و خلفای پس از او.

محمد قبایل مختلف عرب را با ایجاد امت اسلامی در سال‌های آخر عمرشان متحد ساختند. با مرگ ایشان، اختلافات راجع به جانشینی ایشان در گرفت. عمر بن خطاب، ابوبکر را به عنوان جانشین ایشان نامزد کرد. بقیه حمایت خود را افزودند و ابوبکر به عنوان اولین خلیفه مسلمین انتخاب شد. برخی از صحابه محمد با این انتخاب به مخالفت برخاستند. دلیل آنها این بود که محمد علی را در غدیرخم به عنوان جانشین خود انتخاب کرده‌است.
فوری‌ترین کار ابوبکر رسیدگی به شورش‌های قبایل عرب در جنگهایی که مورخین مسلمان بعدی نام جنگ‌های ارتداد (حروب الردة) بر آن نهادند، بود. کار فوری دیگر لشکرکشی به سمت امپراتوری روم شرقی، بیزانتین، بدلیل شکست پیشین مسلمانان بود. خاورمیانه در دوران قبل از اسلام تحت حکمرانی امپراتوری روم شرقی و امپراتوری ساسانی بود. جنگهای ایران و روم، ساکنان این ناحیه را تحت فشار بسیار زیادی قرار داده بود و این باعث شده بود که هر دو امپراتوری محبوبیتی در بین ساکنان این نواحی نداشته باشند. به علاوه، اکثر کلیساهایی که در نواحی ای که بعدها توسط مسلمین فتح خواهند شد، بودند مانند نسطوریها، یعقوبیان و قبطیها از طرف حکومت مرکزی روم شرقی مرتد بحساب آمده و تحت فشار بودند. تنها در مدت زمان ده سال، مسلمانان آسیای غربی، ایران، سوریه و مصر را فتح کردند.